# Ceratosolen vissali
Ceratosolen vissali is een vliesvleugelig insect uit de familie vijgenwespen (Agaonidae). De wetenschappelijke naam is voor het eerst geldig gepubliceerd in 1981 door Wiebes.